# Torkel Baden (agronom)
Torkil Baden, född 1734 i Vordingborg, död den 14 november 1805, var en dansk lantbruksreformator, bror till Jacob Baden.
Baden var godsförvaltare på olika kungliga gods och på greve Bernstorffs gods vid Köpenhamn. Han var en ivrig förkämpe for landboreformerna i slutet av 1700-talet och medverkede vid dessas genomförande, som påbörjades 1764, på Bernstorffs gods. 
Han utgav flera viktiga inlägg i den stora litterära striden om dessa reformer. Hans skrift Beskrivelse over den paa Godset Bernstorff i Gjentofte Sogn under Kjøbenhavns Amt iværksatte nye Indretning i Landbruget, fremlagt i nogle Breve til en Proprietær (1774) är en källskrift beträffande skiftet och ger goda upplysningar om dåtidens lantbruk.